# Шафигуллина, Алсу Талгатовна
Алсу Талгатовна Шафигуллина (род. 27 сентября 1973 год, Уфа, Башкирская АССР, СССР) — солистка Ансамбля народного танца им. Ф.Гаскарова. Народная артистка РБ (2000).

## Биография
Шафигуллина Алсу Талгатовна родилась 27 сентября 1973 года в Уфе.
В 1991 году окончила Уфимское хореографическое училище (педагог М. А. Каримов), в 1999 году — Башкирский государственный университет, в 2002 году — БАГСУ.
После окончания училища работает в Ансамбле народного танца им. Ф.Гаскарова.

## Творчество
Шафигуллина Алсу Талгатовна — исполнительница танцев: «Бишбармаҡ» («Бишбармак»), «Заһиҙә» («Загида»), «Ҡумыҙ менән бейеү» («Танец с кубызом»), «Дуҫлыҡ» («Дружба»), «Шаян ҡыҙҙар» («Проказницы»), «Азамат», «Ритмы и мелодии Бангладеш», «Сәскә атыусы ҡурай» («Цветущий курай»).

## Награды и премии
- Народная артистка РБ (2000).
- Заслуженная артистка РФ (2010).
- Лауреат Международного танцевального конкурса этнических красавиц «Лицо Мира» в Москве (2001).